# Punta dels Tous
La Punta dels Tous és una muntanya de 557 metres que es troba al municipi de la Bisbal de Montsant, a la comarca catalana del Priorat.